# Prohres Berdyczów
Prohres Berdyczów (ukr. Футбольний клуб «Прогрес» Бердичів, Futbolnyj Kłub "Prohres" Berdycziw) – ukraiński klub piłkarski z siedzibą w Berdyczowie. W latach 90. XX wieku został rozwiązany.
W latach 1968–1969 występował w klasie B zona USRR Mistrzostw ZSRR.

## Historia
Drużyna piłkarska Prohres Berdyczów została założona w Zakładzie Maszynobudowniczym "Prohres" w Berdyczowie w latach 40 XX wieku. Występowała w amatorskich rozgrywkach mistrzostw obwodu żytomierskiego. W latach 1968–1969 występowała w klasie B zona USRR Mistrzostw ZSRR. W następnym 1970 po kolejnej reorganizacji Mistrzostw ZSRR Wtoraja Liga została skrócona i drużyna straciła miejsce w rozgrywkach na profesjonalnym poziomie. Drużyna nie raz zdobywała mistrzostwo i puchar obwodu. W 1989 przyszedł największy sukces. Zdobyto Puchar Ukraińskiej SRR. Ostatni sukces w 1992 – finalista pucharu obwodu. Potem z przyczyn finansowych drużyna została rozwiązana.

## Sukcesy
- zdobywca Pucharu USRR (1 x):

1989

## Reprezentanci państw w barwach klubu
- / Anatolij Puzacz